# Збирка прича из давнина
Збирка прича из давнина (јап. 今昔物語集, Конђаку моногатаришӯ) је збирка преко хиљаду јапанских прича написаних током касног периода Хејан (794-1185). Оригинална збирка је била у 31 тому, од којих је 28 сачувано. Томови покривају разне приче из Индије, Кине и Јапана.

## Наслов
Свака прича Збирке прича из давнина почиње изразом „некада давно“ (јап. 今は昔) који се на јапанском чита „има ва мукаши“. Кинески стил читања ове фразе по којем је збирка названа је „конђаку“. Често се за ову збирку користи и скраћени назив „Конђаку моногатари“, што би значило „Прича из давнина“, али пошто је дело у питању збирка, а не једна прича, дужи назив је прецизнији.

## Структура
Збирка прича из давнина је подељена по местима дешавања. Првих 5 томова, 天竺 (Тенђику) део збирке, садржи приче чија је радња постављена у Индији, следећих 5, 震旦 (Шинтан) део, садржи приче чија је радња постављена у Кини, док је остатак збирке, део 本朝 (Хонћō), садржи приче из Јапана.
Редослед прича збирке је уређен по путу којим је будизам дошао у Јапан како би се истакла важност будизма у Јапану. Будизам прво напушта Индију и долази до Кине, где постаје веома популаран. Као што је већина ствари из јапанске културе позајмљена од Кине, тако је и будизам нашао свој пут до Јапана. Сваки корак значио је промену суштине будизма, тако да, док је стигао до Јапана, постао је нови будизам, типичан за сам Јапан.

## Датум и ауторство
Дело је анонимно. Постоји неколико теорија ауторства: једна каже да је сакупљач био Минамото но Такакуни, друга каже да је аутор будистички монах по имену Тобане Сођо, трећа налаже да је у питању будистички монах из близине Кјота или Наре током касног периода Хеиан. Још увек не постоје конкретни докази за ове теорије.
Датум настанка збирке је такође непознат. Узећи у обзир дешавања која су приказана у неким од прича, сматра се да су записане у првој половини 12. века, а након 1120. године.

## Сузукин рукопис
Најстарији постојећи примерак Збирке прича из давнина јесте Сузукин рукопис (јап. 鈴鹿家旧蔵本). Саставио га је шинтоистички свештеник Цуретане Сузука током периода Камакура (1185-1333). Рукопис је касније донесен у Универзитет у Кјоту. Данас постоји и у дигиталној форми на интернету.

## Значај
Већина прича које се могу наћи у овој збирци се такође могу наћи и у другим збиркама, углавном збирке прича о духовима. Све ове приче су честим препричавањем кроз векове прешле у заједничку свест. Чак су и модерни писци прилагодили неке од ових прича: познат пример би била приповетка „У грму“ Акутагаве Рјуносукеа. Ђунићиро Танизаки и Хори Тацуо су још неки од писаца који су писали приче засноване на причама „Збирке прича из давнина“. 
Сецува у „Збирци прича из давнина“ има две улоге: религиозну и световну. Религиозни аспект има за циљ да читаоцу боље објасни будизам и шта он значи јапанском народу. Ове приче су намењене просечном човеку свог времена, приказујући будизам на једноставан, али смислен начин, како би било ко могао да их разуме. У овим причама, и награда за веру, и казна за грех су непосредни. Световни аспект ових прича је то да могу да забаве читаоца.
Загонетна реченица Акутагавине приповетке „Рашомон“ гласи 「旧記の記者の語を借りれば、『頭身の毛も太る』ように感じたのである。」(Ако би позајмио фразу од старих писаца летописа, осећао би како би му се „задебљале длаке на глави и телу“). Ово упућује на део „Збирке прича из давнина“.